# Volleybal Combinatie Spaarnestad
Volleybal Combinatie Spaarnestad is een volleybalvereniging uit Haarlem. De club is op 1 juli 2010 ontstaan uit een fusie van voormalige verenigingen Allides, Haarlem, HVS en Die Raeckse.
Als gevolg van afnemende belangselling voor de teamsport en de constatering dat veel oud-leden van Haarlemse volleybalverenigingen buiten Haarlem op een hoger niveau bleven spelen, werd in 2005 gestart met samenwerking om de talenten de gelegenheid te geven om op hun eigen niveau in Haarlem te volleyballen.
In 2006 werd het samenwerkingsverband Spaarnestad opgericht waarin de beste spelers/speelsters van de vier verenigingen met elkaar in teams konden gaan spelen om zo het volleybalniveau in Haarlem op een hoger peil te brengen.
Uiteindelijk is op 1 juli 2010 de volleybalcombinatie Spaarnestad ontstaan.
In seizoen '17-'18 komt het eerste damesteam uit in de eerste divisie B en het eerste herenteam in de tweede divisie C.